# Aiman El-Shewy
Aiman El-Shewy (arab. أيمن الشوي; ur. 3 lutego 1968) – egipski judoka. Olimpijczyk z Barcelony 1992, gdzie zajął 21. miejsce w wadze półciężkiej.
Uczestnik mistrzostw świata w 1987, 1989 i 1991. Startował w Pucharze Świata w 1990. Wygrał igrzyska afrykańskie w 1991. Brązowy medalista igrzysk śródziemnomorskich w 1993 roku.

## Letnie Igrzyska Olimpijskie 1992
| Konkurencja | Eliminacje        | Klas. końcowa |
| Konkurencja | Przeciwnik I      | Miejsce       |
| ----------- | ----------------- | ------------- |
| 95 kg       | Leo White (USA) P | 21.           |